# Slovenska vas (gmina Brežice)
Slovenska vas – wieś w Słowenii, w gminie Brežice. W 2018 roku liczyła 198 mieszkańców.